# Експлозија војног складишта у Параћину
19. октобра 2006. на Светог Тому се десила експлозија војног складишта на Крађорђевом брду, када је цело Поморавље од првих детонација у раним јутарњим часовима тог октобра завршило на ногама, а посебно Параћинци који ни дан данас не могу поверовати да су захваљујући срећи избегли праву катаклизму која им је претила.
Све је почело негде пред зору тог 19. октобра 2006. године, док је стражар обилазио војно складиште на оближњем Карађорђевом брду изнад Параћина. Стражар је обилазио отворени део складишта где су се на палетама услед неодстатка складишног простора налазило 35 палета са противавионском муницијом калибра 20 мм, палете са минобацачким гранатама, тробмлонским минама и експлозивом. Све је то било покривено церадама.
Стражар је, како су тада медији известили, управо из тог правца у 3.40 сати чуо пуцекатње, затим, уследила је пуцњава налик пешадијској ватри, затим се појавио дим, а онда је дошло до експлозије. Прва експлозија разнела је простор складишта који је био делом укопан у земљу, а онда је следио низ детонација, најача је била у 5.45 сати када се град затерсао, а небо било црвено. Пламен је према причи очевидаца достизао чак 60 метара у вис. Делови граната су просто фијукали градом, пуцала су стакла на прозорима, врата су излетала из шарки, а куће подрхтавале од денотација. Експлодирало је више од 3.500 тона убојних средстава.
Многима је ова детонација вратила у сећање 1999, а у страху су се појавиле и тврдње које спадају у домен “теорија завере” да је пре експлозије изнад Параћина прелетео непознати авион, после чега је уследила експлозија. Ова теорија је касније одбачена, као најобичнија људска бесмислица и глупост.
Међутим, друга теорија је још бесмисленија. По тој варијанти складиште је разнето јер је Ратко Младић боравио у њему и да је бацио опушак ка палетама са муницијом. Наравно,  за овкаву тврдњу није било ни једног доказа, али народ је обилато користио у гласинама, које су кружиле овим поморавским градићем.
Док су деотанције одјекивале градом, а зграде и куће подрхтавале од серије експлозија, многи Параћинци су спас потражили у склоништима, али неки су излетали на улицу у чуду и неверици гледајући шта се дешава.
У овом инциденту повређено је 23 Параћинаца, већином се радило о лакшим случајевима. Међутим,  ова експлозија однела је као последицу две људске жртве. Пензионерка која је преминула кад је град потресла највећа детонација и мушкарац који је преминуо после девет месеци проведених у болници од последица детонације.
Када је ватра после надљудске борбе ватрогаса и припадника Војске Србије локализована и обуздана започела је истрага која је показала да је ватра дошла управо из тог наткривеног дела који је делом био укопан, окружен бедемима и посут ризлом. Иначе, на палетама су се налазила зрна противавионске муниције, без металне кошуљице спкаована у дрвене сандуке са по 1.000 комада у сваком.
Као разлог зашто је толика муниција била ускладиштена на отвореном простору наводио се недостатак складишних капацитета, вишак муниције, која је заостала из протеклих ратова, а за коју није било простора за смештај или новца за делаборацију.
Они који су имали дозволу да обићу складиште, када је отклоњена опасност додатних експлозија, наводили су да је простор овог војног објекта изграђеног 1950-тих изгледао попут Хирошиме. Ниједан војни објекат није остао читав, ни како би се рекло “камен на камену”.
Иначе, поред складишта никло је било и викенд насеље, са прелепим окућницима и воћњацима које је збрисано у првом таласу детонација. Војни објекат су иначе обезбеђивали један старешина, три војника по уговору и још двојица на редовном служењу војног рока,  које је тада било обавезно.
Због експлозије складишта био је затворен и ауто-пут Београд – Ниш код Параћина, јер се складиште налазило неколико стотина метара од аутопута. Због експлозија краће време била је затворена и железничка пруга Београд-Ниш да делу између Параћина и Ћуприје.
Тадашњи министар полиције, Драган Јочић, је приликом посете Параћину одмах рекао да нема говора да се ради о терористичком нападу. И био је у праву, јер каснија је истрага показала да је заправо остављање муниције на отвореном и у  небезбедним условима био окидач за ову експлозију.
Војна истрага је показала да је главни узрок експлозије био недостатак складишног простора и неадекватно чување муниције што је довело до тога да  временске прилике утичу на муницију, услед чега је  дошло до самозапаљења и експлозије, а како обично бива, овакве ствари пратили су бесмислени митови и трачеви. 